# Babeta Dražková
Alžběta „Babeta“ Dražková (25. května 1905 Praha – 12. října 1988), provdaná Vacínová, byla česká a československá sportovní plavkyně, účastnice olympijských her 1924.
Závodně začala plavat v roce 1919 za pražský klub ČKS Vyšehrad 1907 s domovskou vyšehradskou plovárnou pod dohledem plavčíka Františka Mejzlíka. V roce 1922 přestoupila do většího klubu AC Sparta Praha. Plavala výhradně plavecký stylem prsa a to i závody volným způsobem. Pravidelně startovala na populárních distančních závodech (dálkové plavání), např. Napříč Prahou nebo otužileckém závodě Napříč Vltavou. V roce 1924 startovala na olympijských hrách v Paříži, kde na 200 m prsa nepostoupila z rozplaveb. Se závodním plaváním skončila v roce 1929. V roce 1932 se provdala se za klubového kolegu, vodního pólistu Františka Vacína.
Zemřela roku 1988 ve věku 83 let, pohřbena je na Olšanských hřbitovech.

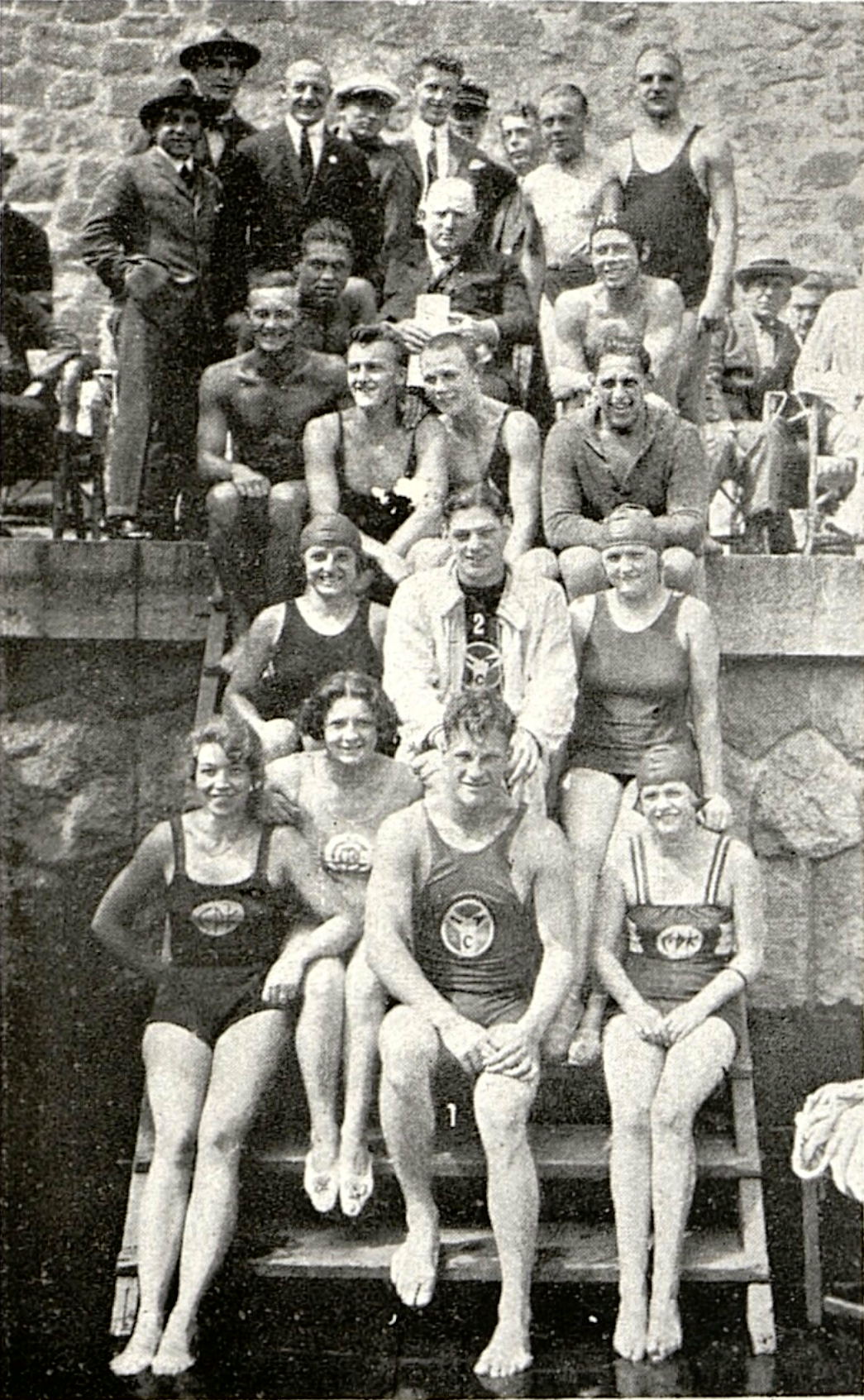
Babeta Dražková (druhá řada vpravo) v roce 1924 na společné fotografii s olympijským vítězem Johnny Weissmüllerem
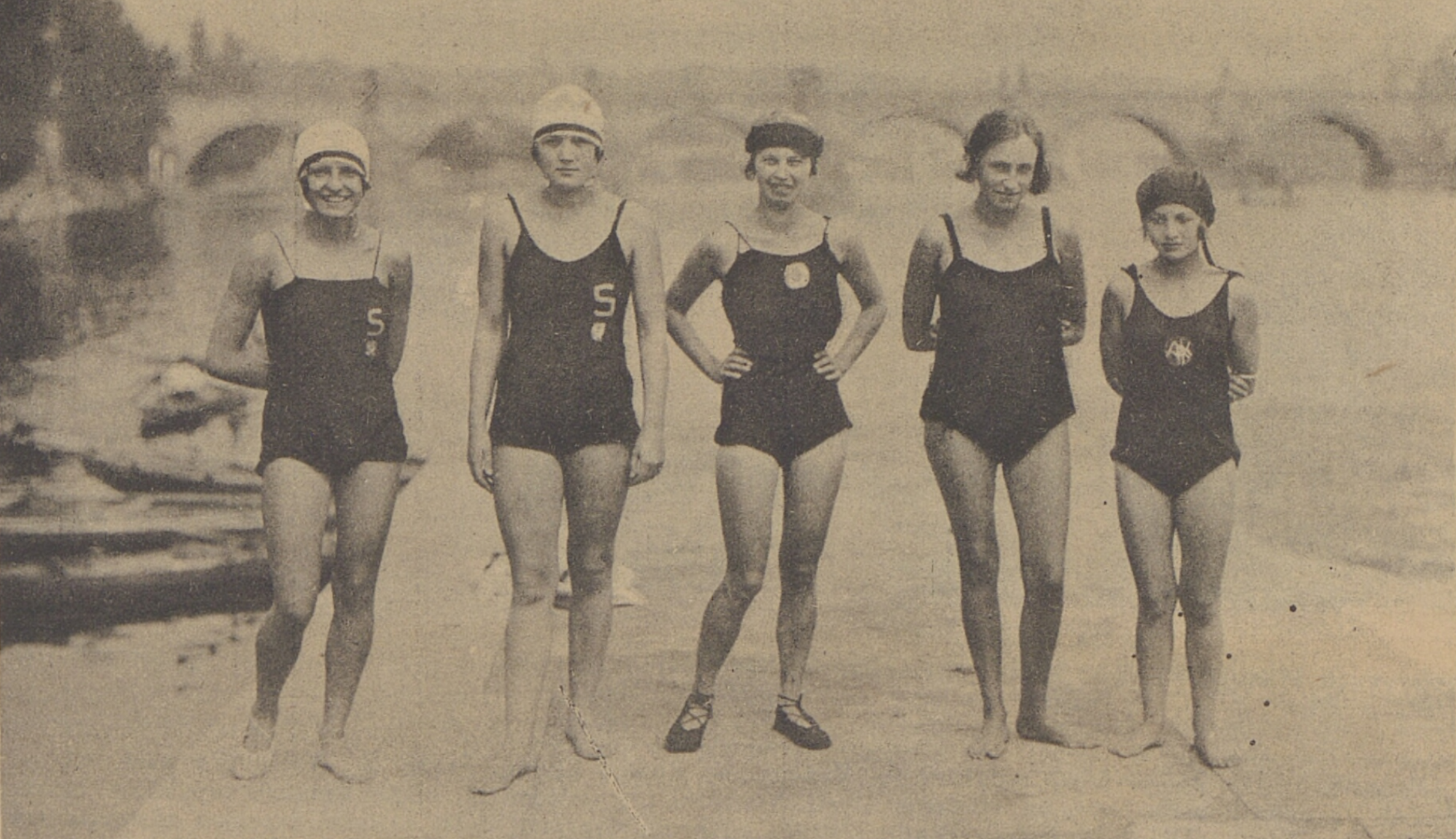
Eva Chaloupková, Babeta Dražková, Karla Landová, Hroníčková a Čížková po závodech v roce 1922
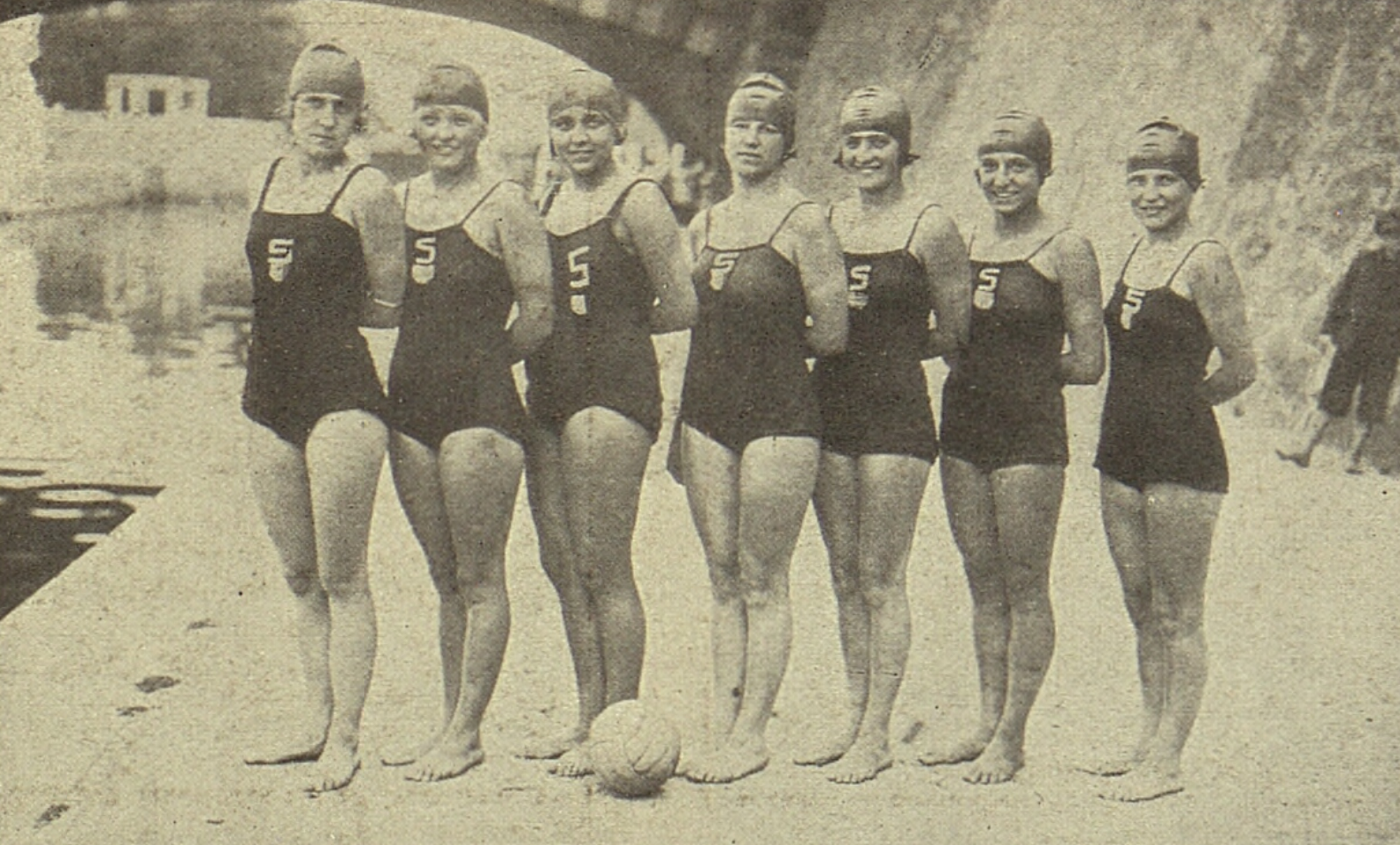
Tým ženské vodní pólá – Babeta Dražková druhá zleva